# Lichtenstein's
Lichtenstein's was een warenhuis in Corpus Christi in de Amerikaanse staat Texas. Het warenhuis was actief tussen 1874 en 1972.

## Geschiedenis
Morris Lichtenstein was een Duitse immigrant, die op 17-jarige leeftijd, in 1857 naar Texas kwam. In 1874 opende hij een textielwinkel in Corpus Christi in een houten gebouw op de hoek van Chaparral Street en Peoples Street. In de jaren daarna werden er verschillende toevoegingen gedaan aan het oorspronkelijke gebouw van Lichtenstein's. In 1889 was de zaak zo gegroeid, dat het noodzakelijk werd om de zaak te verplaatsen naar het nabijgelegen, veel grotere Uehlinger Building. Begin 1904 kwamen Albert en Julius Lichtenstein bij hun vader in het bedrijf werken en werd de naam van de winkel veranderd in "M. Lichtenstein and Sons". In augustus 1904 overleed Morris Lichtenstein.
Na het overlijden, zetten Albert en Julius het bedrijf in het Uehlinger Building voort tot 1911. In dat jaar verhuisde de winkel naar een gloednieuw gebouw op Chaparral Street 501 (bij Schatzell Street). Het gebouw van drie verdiepingen was het eerste gebouw in Corpus Christi met liften, wat een bijzondere ervaring was voor het winkelend publiek. De winkel overleefde de orkaan van september 1919 en floreerde zelfs tijdens de Grote Depressie. Lichtenstein's bleef 30 jaar in dit pand, om vervolgens weer naar een groter pand te verhuizen.
Op 1 december 1941 werd een nieuw, vier verdiepingen tellende winkel met een oppervlakte van 7.500 m² geopend. Het gebouw zou het eerste in Corpus Christi zijn vanuit de bouw al voorzien was van airconditioning. Een klant vergeleek de elegante winkel met die op 5th Avenue in New York. De winkel zou uiteindelijk meer dan 600 werknemers hebben en een winkelbestemming worden voor shoppers uit heel Texas. In 1955 werd het voormalige Perkins-warenhuis overgenomen, dat een aantal jaren open bleef. In 1957 opende Lichtenstein's een tweede winkel in het nieuwe Parkdale Plaza-winkelcentrum.
Het familiebezit van Lichtenstein's zou in 1972 eindigen toen de warenhuizen werden overgenomen door Frost Brothers uit San Antonio. De naam Lichtenstein's bleef echter op de winkel staan tot 1977, toen de naam werd gewijzigd in "Frost Bros." Frost sloot de winkel in het stadscentrum in 1986 en het gebouw bleef leeg en dichtgetimmerd tot het in 2013 werd gesloopt.